# Рибейран-ду-Сул
Рибейран-ду-Сул (порт. Ribeirão do Sul) — муниципалитет в Бразилии, входит в штат Сан-Паулу. Составная часть мезорегиона Ассис. Входит в экономико-статистический  микрорегион Ориньюс. Население составляет 4740 человек на 2006 год. Занимает площадь 203,356 км². Плотность населения — 23,3 чел./км².

## Статистика
- Валовой внутренний продукт на 2003 год составляет 60 936 725,00 реалов (данные: Бразильский институт географии и статистики).
- Валовой внутренний продукт на душу населения на 2003 год составляет 13 164,12 реалов (данные: Бразильский институт географии и статистики).
- Индекс развития человеческого потенциала на 2000 год составляет 0,762 (данные: Программа развития ООН).